# Ballute

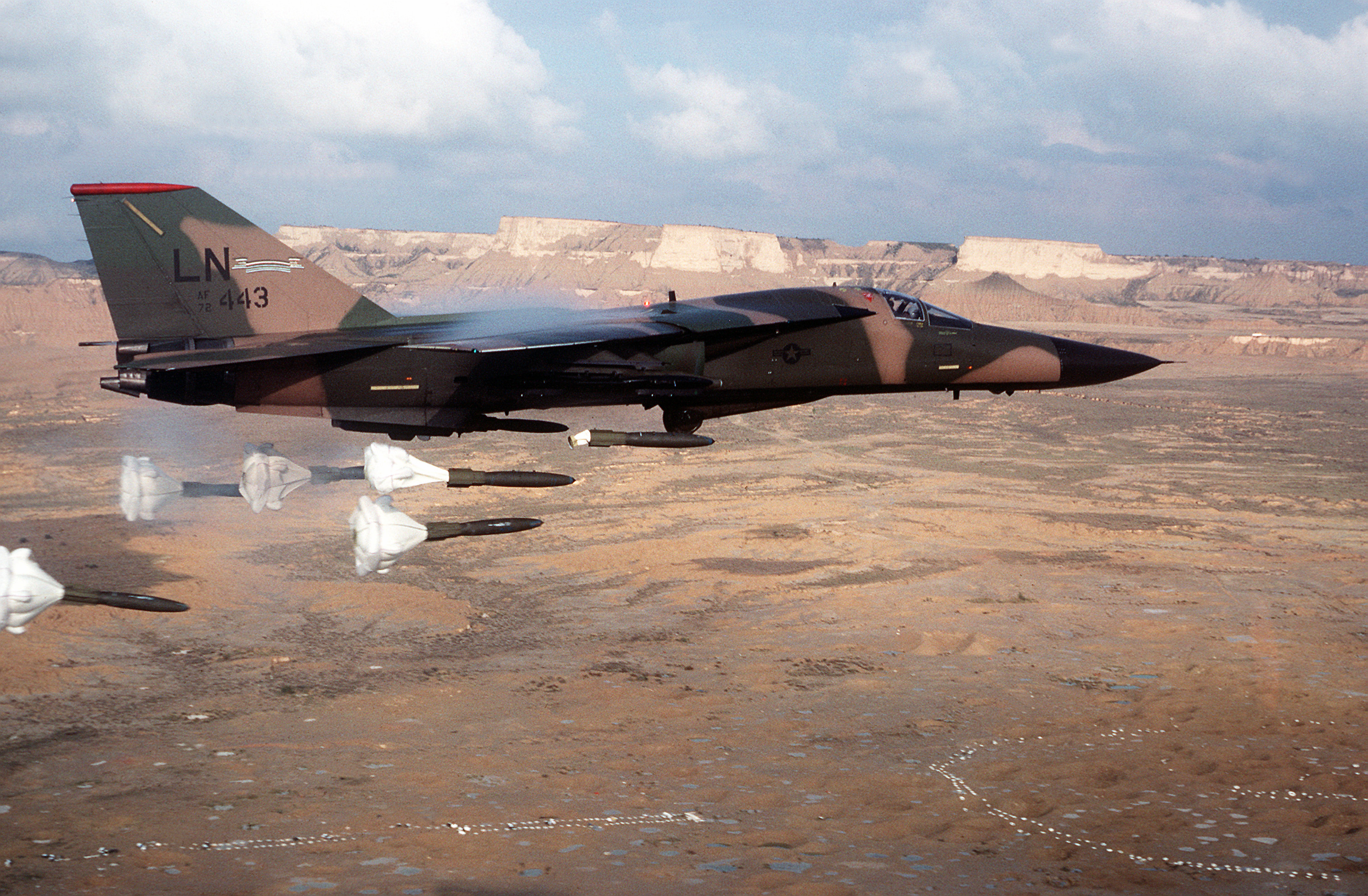
Un F-111 lanzando bombas Mark 82 con sistemas de retardo tipo balute (Mk82AIR / BSU49B)

El ballute o balluta (un acrónimo en inglés de globo y paracaídas) es un dispositivo de frenado similar a un paracaídas optimizado para su uso a grandes altitudes y velocidades supersónicas.
La configuración ballute original fue inventada en 1958 por la empresa Goodyear. La innovación pronto llamó la atención de otras organizaciones, incluida la NASA; la agencia incorporó ballutes al sistema de escape de la nave espacial Gemini. Posteriormente se ha utilizado ampliamente en el sector aeroespacial como medio para retardar el descenso de diversas cargas útiles, como secciones de cohetes y sondas atmosféricas. En las últimas décadas se han emitido varias propuestas relacionadas con balutos, por ejemplo para desorbitar/recuperar satélites artificiales de baja masa y programas de investigación interplanetaria.